# Antico e Moderno
Antico e Moderno ist ein dem Genre der Library Music (Produktionsmusik) zuzurechnendes 1975 in der Fonit-Usignolo-Serie erschienenes Album des italienischen Gitarristen und Komponist Mario Molino.
Das Album bietet ein Spektrum von klassischer, elektronischer und experimenteller Musik, das bis zu Avantgarde, Soundtrack-Themen, Space Music und industriellen Vibes reicht. Bandcamp beschreibt das Album als eine "völlig verrückte" italienische Library LP. Das Album enthält den für seine Breakbeats berühmten Track Traffico Caotico, der mit seinem einfach elektronischen Hip-Hop-Beat wie heute geschrieben erscheint.
Der amerikanische DJ und Produzent The Gaslamp Killer hob das Album einem Interview von 2013 unter seinen zahlreichen musikalischen Einflüssen als "absolut" besonders hervor.
2016 wurde das Album in einer limitierten Auflage von 500 Exemplaren bei Warner Chappell Music Italiana S.r.I. neu aufgelegt. Die Neuauflage war allerdings schnell vergriffen. 

## Titelliste
A-Seite
1. Mondo Miceneo 02:07
2. Inondazioni 02:07
3. Disintegrazione Delle Particelle 02:25
4. Steppa Siberiana 02:25
5. Emigrazione (Con Marranzano) 01:21
6. Emigrazione 01:21
7. Gibellina (Versione Sax) 01:28
8. Iceland Bossa 02:22
9. Gibellina (Versione Chitarra) 02:30
10. Gibellina (Versione Chitarra Con Marranzano) 02:28

B-Seite
1. Iceland Theme 01:48
2. Free Iceland 01:21
3. Primavera Nordica 01:46
4. Prateria 01:49
5. Iceland March 02:07
6. Bill Rock 02:14
7. Traffico Caotico 02:36
8. Quiz Elettronico 02:21
9. Elaborazione Automatica 2:21
10. Indianapolis 02:22

Für die Titel der Seite A, Nr. 7.-10. und Seite B, Nr. 1.-4. ist Mario Molino als Musiker, Arrangeur und Urheber der Effekte angegeben. Für die übrigen Titel sind keine Autoren angegeben. 
Auf der Rückseite des Album-Covers ist (in italienischer Sprache) eine kurze Beschreibung zu allen Titeln vorhanden.